# Anthony Narh Asare
Anthony Narh Asare (ur. 29 grudnia 1965 w Odumase-Krobo) – ghański duchowny rzymskokatolicki, od 2023 biskup pomocniczy Akry.

## Życiorys
Święcenia kapłańskie przyjął 22 lipca 1995 i został inkardynowany do archidiecezji Akra. Pracował przede wszystkim jako duszpasterz parafialny. W latach 2002–2008 pełnił także funkcję ekonoma archidiecezji.
14 lutego 2023 został mianowany biskupem pomocniczym Akry oraz biskupem tytularnym Castellum in Numidia. 19 kwietnia 2023, w archikatedrze Świętego Ducha w Akrze, przyjął święcenia biskupie z rąk ks. abpa Henryka Jagodzińskiego, nuncjusza apostolskiego w Ghanie. 